# Colobosaura modesta
Genre
Espèce
Synonymes
- Perodactylus modesta Reinhardt & Lutken, 1862
- Perodactylus kraepelini Werner, 1910
- Colobosaura kraepelini (Werner, 1910)
- Colobosaura landii Cunha, 1977

Colobosaura modesta, unique représentant du genre Colobosaura, est une espèce de sauriens de la famille des Gymnophthalmidae.

## Répartition
Cette espèce est endémique du Brésil. Cette espèce se rencontre dans les États du Ceará, du Maranhão, du Pará, du Goiás, de Bahia, du Minas Gerais, de São Paulo, du Mato Grosso, du Mato Grosso do Sul et le District fédéral.
Sa présence est incertaine en Bolivie, au Paraguay et en Argentine.

## Taxinomie
Colobosaura est monotypique depuis que l'espèce Colobosaura mentalis a été déplacée dans le genre Acratosaura et que Colobosaura kraepelini placée en synonymie avec Colobosaura modesta par Rodrigues et al. en 2007.

## Publications originales
- Boulenger, 1887 : Catalogue of the Lizards in the British Museum (Nat. Hist.) III. Lacertidae, Gerrhosauridae, Scincidae, Anelytropsidae, Dibamidae, Chamaeleontidae. London, p. 1-575 (texte intégral).
- Reinhardt & Lütken, 1862 "1861" : Bidrag til Kundskab om Brasiliens Padder og Krybdyr. Förste Afdeling Paddern og Oglerne. Videnskabelige meddelelser fra den Naturhistoriske forening i Kjöbenhavn, vol. 1861, no 10/15, p. 143-242 (texte intégral).